# Valdeprados
Valdeprados è un comune spagnolo di 56 abitanti situato nella comunità autonoma di Castiglia e León.